# Línea E4 (Euskotren Trena)
La línea E4, hasta 2017 denominada Línea 3 de EuskoTren y también conocida como línea de Urdaibai, es un trayecto de cercanías ofrecido por Euskotren Trena, servicio y división de Euskotren. La línea parte por el oeste desde la estación de Matiko-Bilbao, y finaliza en su extremo norte en la estación de Bermeo, enlazando entre sí Bilbao, capital de la provincia de Vizcaya, y el municipio costero de Bermeo, en la misma provincia o  Territorio histórico del País Vasco en España. En su camino, tras separarse de la línea E1 del mismo operador en Amorebieta-Echano, da servicio también a varias localidades de la comarca de Busturialdea-Urdaibai usando la infraestructura de la antigua línea del ferrocarril Amorebieta-Bermeo.
Su recorrido abarca las zonas de la 1 a la 4 del Consorcio de Transportes de Bizkaia (CTB).

## La línea

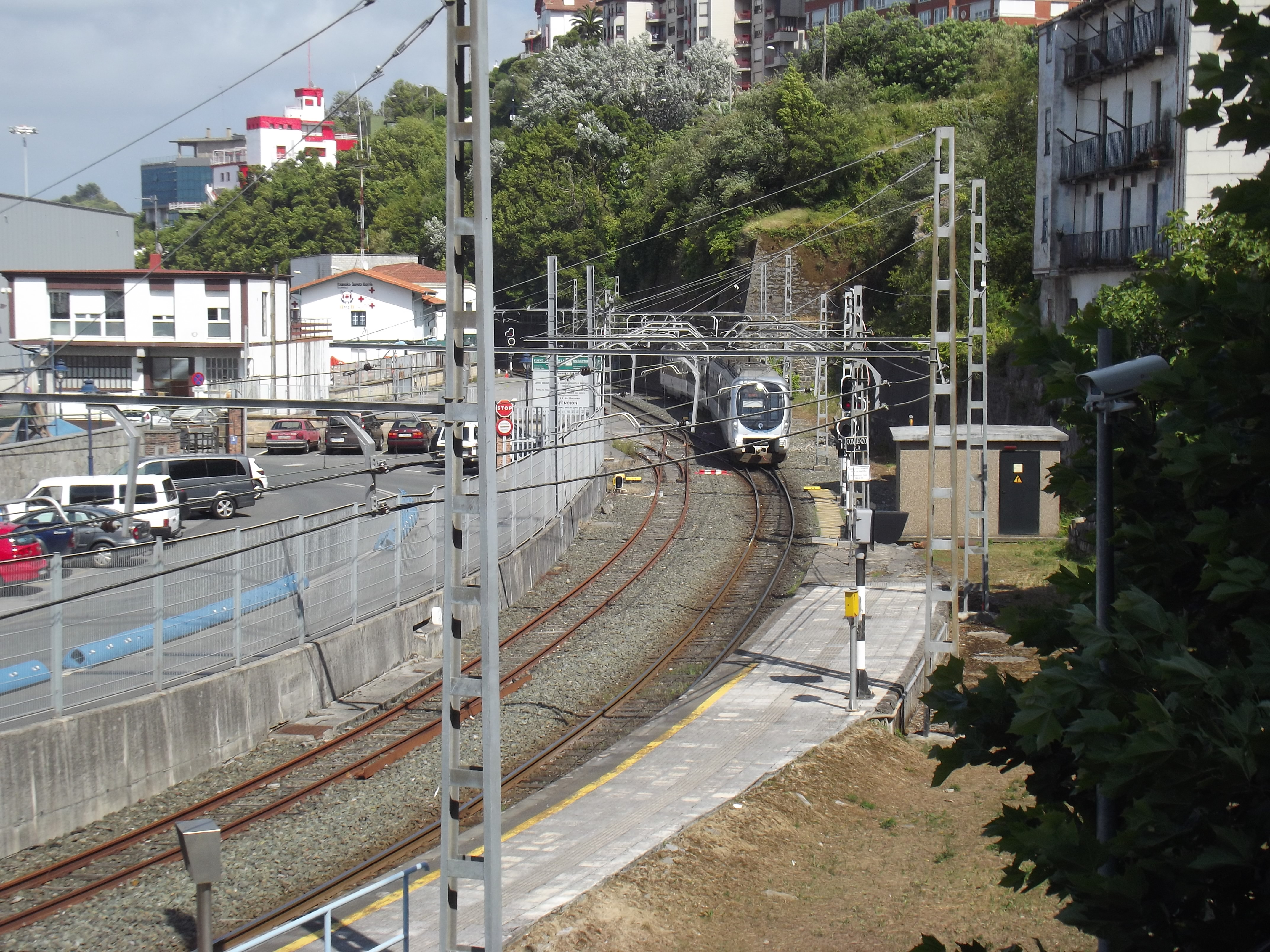
Tren de la Serie 900 de Euskotren a la altura de la estación de Bermeo, cabecera norte de la línea.

Su trazado transcurre igual que la línea E1, a la que se une en la estación de Lemoa, para crear un tronco común hasta la cabecera ubicada en el barrio de Matico, en Bilbao. Al igual que dicha línea, cuenta con parada en Amorebieta-Echano, pero no en la estación principal del municipio, sino en un apeadero propio, tras lo cual recorre Urdaibai, atravesando poblaciones como Múgica, Guernica o Mundaca, usando las vías del antiguo ferrocarril de Amorebieta a Pedernales y Bermeo.
También al igual que en la línea E1, algunos trenes de la mañana unen directamente la estación de Gernika con Bilbao entre semana, siendo también dicho municipio el final de trayecto de muchos servicios no directos durante el día. Por su parte, algunos servicios cargueros de Euskotren Kargo y Renfe Mercancías atraviesan el ramal de Urdaibai para acceder al Puerto de Bermeo.
La estación terminal tradicional de las líneas de Euskotren hacia el interior de Vizcaya (actuales E1 y E4) ha sido durante décadas la estación de Atxuri, en el barrio homónimo de la capital, desde la cual partían los trenes de esta línea. La incorporación tardía de sus convoyes a la nueva variante ferroviaria subterránea entre las estaciones de Kukullaga (Echévarri) y Matiko (Bilbao) se debió a motivos de organización del tráfico, hasta la completa normalización del uso del nuevo acceso noroeste a Bilbao, que también es utilizado por la línea 3 del metro. Finalmente, el 9 de septiembre de 2019, la E4 fue la última línea de Euskotren Trena en incorporarse a la infraestructura, con lo que Matiko se convirtió en su nueva cabecera, en sustitución de la veterana estación de Atxuri, que quedó solo como cabecera del tranvía de Bilbao a la espera de nuevos usos.
La frecuencia de trenes por la E4 es, por lo general, de un tren por sentido cada media hora. La frecuencia es mayor en el último tramo (oeste), de un tren cada 7,5 minutos como mínimo, al corresponder las estaciones entre Kukullaga y Matiko a la mencionada línea L3 de metro. Además de los trenes que realizan el trayecto completo entre las dos cabeceras de la línea, existen otras relaciones notables, como la Bilbao–Guernica. En dicha relación se hacen, incluso, servicios directos a Bilbao por la mañana (ida) y a mediodía (vuelta), de lunes a viernes, desde 2014, que mantienen sus paradas en el tramo de metro, omitiendo las demás intermedias.

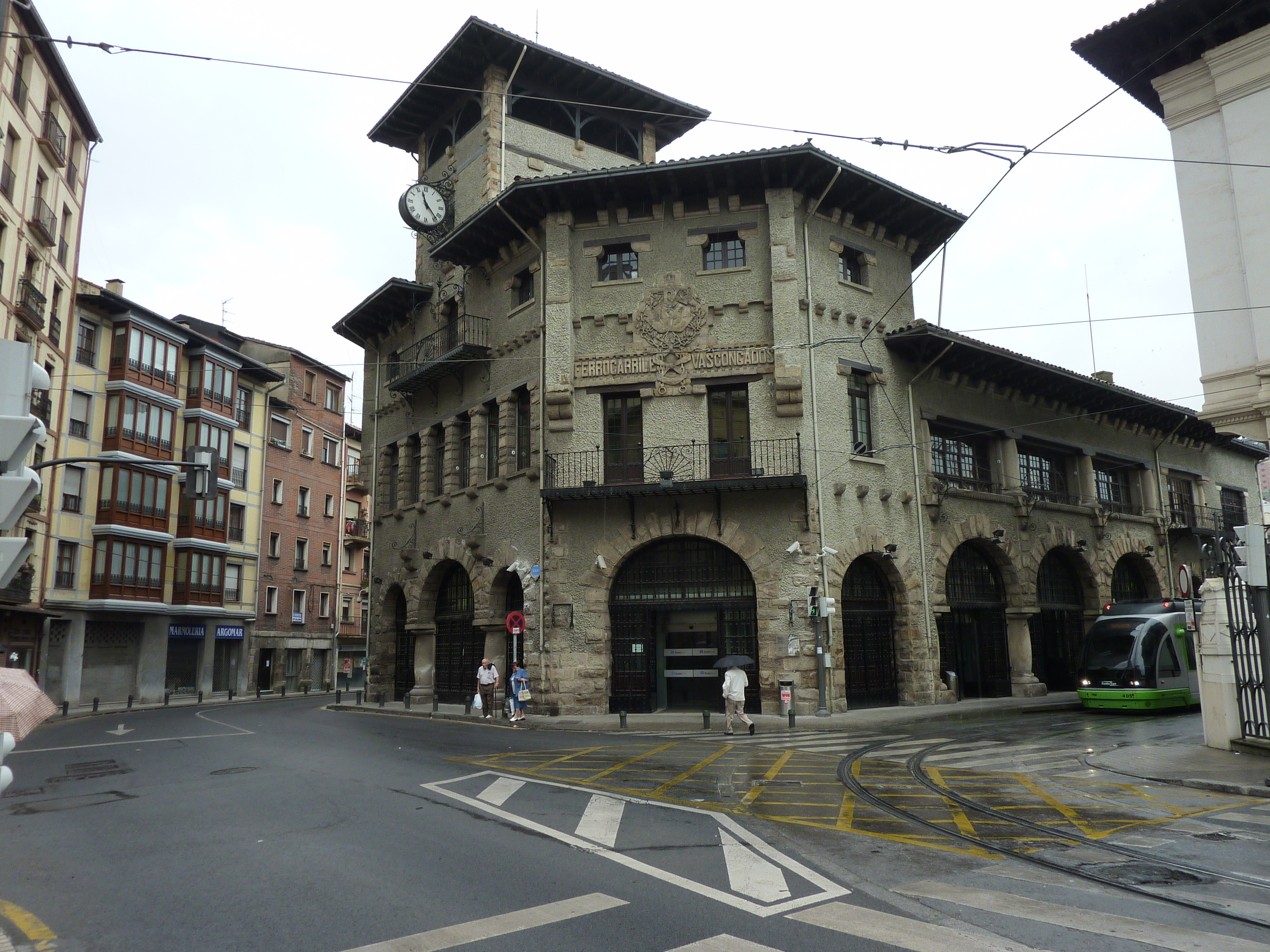
La estación de Atxuri, inaugurada en 1912. Desde 1888 hasta 2019, su emplazamiento sirvió de cabecera bilbaína de la relación ferroviaria con Busturialdea.